# U bevindt zich hier
U bevindt zich hier is een kunstproject in Amsterdam-Oost.
De wijk Oostpoort werd in de beginjaren van de 21e eeuw volgebouwd, nadat uitgebreid sanering had plaatsgevonden. Ongeveer gelijktijdig liep in de wijk het project 'Erfenis van de twintigste eeuw'. Dit moest bewoners en voorbijgangers bewust maken van de geschiedenis van de buurt. Uit dit project vloeide onder meer voor het Theo Thijssenmonument van Jan Wolkers op De Nieuwe Ooster en The flowers van Karel Appel op het Oosterspoorplein. Als afsluiting van het traject mocht de stadsdeelvoorzitter Ivar Manuel op 18 december 2019 een (dan) tweeëntwintigdelig kunstwerk (21 en een titelblok) van Martijn Sandberg onthullen. Sandberg wilde met zijn werk mensen bewust maken van de geschiedenis van de Oostpoort, waar ooit de Oostergasfabriek bloeide, maar ook Joden zich op 20 juni 1943 moesten melden om afgevoerd te worden na een razzia. Er zijn in zuilen van wit beton (80 x 80 x 40 cm) uitspraken te lezen van “bekende” mensen uit Oost die hier ooit rondgelopen kunnen hebben. Het is daarbij een “work in progress”, tijdens het proces kwamen er steeds meer blokken bij. Het is daarbij de bedoeling dat er ook na 2019 nog (nieuwe) blokken bijkomen. Daarbij is de wens uitgesproken dat er meer teksten van vrouwen worden afgebeeld; eind 2019 bevatten van de 22 stenen slechts zeven teksten van vrouwen. Tijdens de onthulling was al bekend dat een 23ste steen zou volgen met de Cryffiaanse tekst Elk nadeel heb zijn voordeel. Voor toekomstige stenen is geld vrijgemaakt en ruimte vrijgehouden op de Oranje-Vrijstaatkade waar deze vierkante paddenstoelen staan langs de Ringvaart (Watergraafsmeer). De teksten overschrijden de kadrering zoals aangegeven door de zuil. 

## Overzicht
De volgorde van de zuilen als aangetroffen op 21 december 2019:
| Afbeelding | Toelichting |
| ---------- | --- |
|            | Voor de duur van de lectuur; tekst van Renate Dorrestein uit haar boek Het geheim van de schrijver uit 2000. |
|            | Het was altijd al zo; tekst van Renate Rubinstein uit haar dichtbundel Nee heb je uit 1985. |
|            | Wie niet koopt wordt opgeknoopt; tekst van David Wijnkoop, door Sandberg aangetroffen op een aardewerk schotel, waarin gespot werd met de Nederlandse Arbeidersbeweging en daarvan het gezicht Wijnkoop; enigszins wringend met het winkelcentrum van Oostpoort, waar "Shop till you drop" geldt. |
|            | U bevindt zich hier wijst op het verleden van de gebouwen die er nog staan; die waren getuige van de verzamelplaats voor Joden die zich bij de marechausseekazerne moesten melden; tevens tegenstrijdige tekst, om de tekst U bevindt zich hier te kunnen lezen moet je je vaak elders bevinden.  |
|            | Beste brave burger lees het niet, aangepaste tekst van Albert Helman uit "Een waarschuwing vooraf" uit het boek Mijn aap lacht (oorspronkelijk Brave burger, leg dit boek weg! Lees het niet!). Net als vorenstaande tekst een onmogelijkheid, om niet te lezen, moet men het lezen.              |
|            | Met een fakkel en een vlag; een leus van kunstenaar Elie Smalhout in bezit van het Joods Historisch Museum. |
|            | De kunst gaat door het vrije land, leus van een affiche voor protest Kunstdemonstraties in het geheel land (1946) aangevoerd door Jan Kassies. |
|            | Kleur heeft een mens getekend, titel van een monografie uit 2003 over Leo Schatz van de gelijknamige stichting; de titel verwijst weer naar de bundel Het dier heeft een mens getekend van Bert Schierbeek uit 1960.                                                                              |
|            | In de geest van mijn cultuur (Koewatra djodjo); tekst van Edgar Cairo. |
|            | Schoonheid kent niet anders dan het schoone; tekst van Jacob Israël de Haan uit gedicht Schoonheid uit Kwatrijnen. |
|            | Een stuk van mijn hart; titel van het autobiografische boek uit 1997 van Germaine Groenier. |
|            | Taxfree; titel van een album van Wally Tax met/zonder The Outsiders; tevens aanduiding van de taxfreeperiode die na zijn dood aanbrak voor Wally. |
|            | In geouwehoer kun je niet wonen; uitspraak van Jan Schaefer; de schriftelijke versie van "In gelul kan je niet wonen". |
|            | De woorden zelf dreigen in staking te gaan; tekst van Jacques Presser uit de roman De nacht der Girondijnen (1957); Presser omschreef de onmogelijkheid om gruwelen van de oorlog in woorden te vatten.                                                                                           |
|            | Geen aanrecht maar kiesrecht; uitspraak van Mathilde Wibaut in haar strijd voor vrouwenkiesrecht. |
|            | Ik weet het niet; vertaling van de pseudoniemnaam Nescio. |
|            | Van mensch-aap tot aap-mensch; onderschrift van een satirische tekening van Albert Hahn over gruwelen van de Eerste Wereldoorlog. |
|            | De dag is kort het werk veel, tekst van een ex libris ontworpen door Fré Cohen verwijzend naar "Spreuken der Vaderen". |
|            | Aan allen van goede wil; opdracht van verzetslied geschreven door Martha Belinfante-Dekker bij Helpt de wereld bouwen!. |
|            | Graag laten staan aub dank; tekst van kinderboekenschrijfster Cecila Lichtveld tijdens een in 2010 gehouden interview; tekst slaat op Huize Frankendael waarvan zij bewoonster was. |
|            | Trouw tot in den dood; tekst uit een illegale Trouw van augustus 1944 en eerbetoon aan de Trouwgroep, verspreiders van de krant in oorlogstijd. |
|            | Op weg naar het einde ; titel van de gelijknamige roman van Gerard Reve uit 1963. |